# Václav Hladič Písecký
Václav Hladič Písecký, latinsky Wenceslaus Pisecenus (1482 Písek –  1511 Benátky) byl humanistickým obhájcem českého jazyka a husitství. 
Roku 1502 získal hodnost bakaláře, v roce 1505 mistra svobodných umění v Praze a v roce 1508 se stal děkanem pražské univerzity. Dokazoval, že čeština překonává latinu a péče o vývoj českého jazyka ho přivede na úroveň řečtiny. Na jeho dílo navazovali čeští obroditelé v 18. století.
Je autorem prvního českého překladu přímo z řečtiny – mravně výchovného pojednání Izokratovo napomenutí k Demonikovi ("Spis Izokrata k Demonikovi napomenutedlný"). 